# Gustavo Breide Obeid
Gustavo Luis Breide Obeid (8 de marzo de 1953) es un militar, político y politólogo argentino, fundador y dirigente del Partido Popular de la Reconstrucción, perteneciente al nacionalismo católico.

## Carrera militar
Después de terminar sus estudios secundarios, Gustavo Breide Obeid ingresó al Colegio Militar de la Nación en 1969. En 1973 egresó como oficial de infantería del Ejército Argentino, con el rango de subteniente. En 1983 se recibió de Licenciado en Ciencias Políticas.
Gustavo Breide Obeid se desempeñó como profesor universitario titular de las Cátedras de Estrategia General, Temas de Política de la Universidad Argentina John F. Kennedy, hasta diciembre de 1990.

## Etapa "carapintada"
Fue uno de los líderes del "Movimiento del sector nacional del Ejército" que efectuó el levantamiento militar de los «carapintada» de la Semana Santa de 1987, incluso participó en la reunión donde Alfonsín exigió la rendición de Aldo Rico en Campo de Mayo; Por órdenes del entonces jefe del Ejército José Segundo Dante Caridi, fue detenido, procesado y puesto en disponibilidad hasta que Carlos Menem lo indultó con el cambio de gobierno en 1989-90 y el teniente general Isidro Bonifacio Cáceres lo reincorporara a las filas del Ejército. Luego fue líder del levantamiento del 3 de diciembre de 1990 bajo el mando del excoronel Mohamed Alí Seineldín. Una vez aplastada la sublevación, el jefe del Ejército Martín Félix Bonnet ordenó su detención y posterior enjuiciamiento por el consejo supremo de las Fuerzas Armadas. Este consejo influenciado por el poder político de turno lo sentencio a fusilamiento junto al resto de sus compañeros de armas. Fue este hecho el que motivo al expresidente Arturo Frondizi a que se comunicara con el papa Juan Pablo II y por su intervención no fueron fusilados. Finalmente fue condenado en el juicio civil con la pérdida de su condición militar y a diez años de prisión de los cuales cumplió siete

## Trayectoria política
Siguiendo órdenes de Seineldín, organizó primero el Movimiento por la Identidad Nacional e Integración Iberoamericana (MINeII) y luego, en 1996, el Partido Popular de la Reconstrucción autodefinido como «brazo político» del MINeII, con el objetivo de «llevar a la arena de la contienda electoral el ideario de Seineldin y su Movimiento».

## Como político
Fue candidato a diputado nacional en 2001 y 2003, no resultando electo en ninguna de las dos oportunidades. También presentó su candidatura a Presidente de la Nación en 2003 y 2007, obteniendo en esta última 45 318 votos, lo que representó al 0,25 % del total de sufragios.